# Eden Township (Clinton County, Iowa)
Die Eden Township ist eine von 18 Townships im Clinton County im Osten des US-amerikanischen Bundesstaates Iowa.

## Geografie
Die Eden Township liegt im Osten von Iowa am nördlichen Ufer des Wapsipinicon River, einem rechten Nebenfluss des rund 5 km östlich gelegenen Mississippi, der die Grenze zu Illinois bildet. Die Grenze zu Wisconsin befindet sich rund 100 km nördlich.
Die Eden Township liegt auf 41°47′27″ nördlicher Breite und 90°24′12″ westlicher Länge und erstreckt sich über 92,28 km².
Die Eden Township liegt im Südosten des Clinton County und grenzt im Süden an das Scott County. Innerhalb des Clinton County grenzt die Eden Township im Westen an die De Witt Township, im Norden an die Center Township, im Nordosten an die Stadt Clinton und im Südosten an die Camanche Township.

## Verkehr
Durch die Eden Township in West-Ost-Richtung der U.S. Highway 30. Im äußersten Südosten der Township verläuft der hier den Iowa-Abschnitt der Great Riber Road bildende U.S. Highway 67. Alle weiteren Straßen sind County Roads sowie weiter untergeordnete und zum Teil unbefestigte Fahrwege.
Durch die Eden Township führt eine in West-Ost-Richtung verlaufende Eisenbahnlinie der Union Pacific Railroad.
Der nächstgelegene Flugplatz ist der rund 3 km östlich der Township gelegene Clinton Municipal Airport; der nächstgelegene größere Flughafen ist der rund 50 km südlich gelegene Quad City International Airport.

## Bevölkerung
Bei der Volkszählung im Jahr 2010 hatte die Township 758 Einwohner. Neben Streubesiedlung existiert in der Eden Township mit der Stadt Low Moor nur eine selbstständige Kommune.